# Санкции в связи со вторжением России на Украину (15 пакет)
Пятнадцатый пакет санкций в связи со вторжением России на Украину был принят с 16 декабря 2024 года по 19 февраля 2025 года за вторжение на Украину.

## Хронология

### 16 декабря 2024 года
Европейский союз ввёл 15-й пакет санкций. Он включал в себя:
- санкции против 54 физических лиц и 30 организаций из России, Китая и КНДР, в числе которых:
  - подразделение ВС РФ, ответственное за удар по детской больнице «Охмадет» в Киеве в начале июля
  - руководители ведущих компаний в энергетическом секторе
  - 2 высокопоставленных чиновника КНДР
  - лица, ответственные за депортацию украинских детей, пропаганду и обход санкций
  - оборонные и судоходные компании, отвечающие за транспортировку сырой нефти и нефтепродуктов морским путем и обеспечивающие важные доходы российскому правительству
  - химический завод и гражданская российская авиакомпания, являющаяся важным логистическим звеном в переброске российских военных
  - ряд китайских компаний, поставляющих РФ детали беспилотников и микроэлектронные компоненты для войны против Украины
- санкции против 16 россиян и 3 организаций из России, ответственных за дестабилизирующие действия РФ за рубежом[2]
- санкции против 52 суден из третьих стран, являющиеся частью «теневого флота». Им запрещено входить в порты ЕС и получать услуги от европейских компаний
- включение в список тех, кто поддерживает российский ВПК, 32 новых субъектов, которые будут подвергаться жестким экспортным ограничениям. Некоторые из них находятся в третьих странах — Китае, Индии, Иране, Сербии и ОАЭ — и вовлечены в действия по обходу торговых ограничений
- запрет признавать и исполнять в Евросоюзе решения, вынесенные российскими судами на основании статьи 248 Арбитражного процессуального кодекса РФ. Эти решения часто приводили к непропорционально высоким штрафам для европейских компаний. Данная мера предотвращает применение этих штрафов в отношении европейских компаний.

США ввели санкции против 11 граждан КНДР, а также 8 компаний из России и Северной Кореи. Среди них:
- глава северокорейской разведки генерал-полковник Ли Чан Хо, генерал Корейской народной армии Ким Юн Бок, министр обороны КНДР Но Гван Чхор, начальник Военного университета КНДР Ким Гум Чхоль
- 2 северокорейских банка — Golden Triangle и Korea Mandal, а также представители в Китае ещё 2 банков КНДР — Korea Kwangson Banking Corporation и Korea Daesong
- российские ООО «ДВ Инк», «Новосибирскоблгаз», «Сибрегионгаз» и «Восток трейдинг».

Украина ввела санкции в отношении 4 юридических и 2 физических лиц, причастных к изготовлению российских боевых FPV-дронов.

### 17 декабря 2024 года
Великобритания, Германия, Дания, Латвия, Литва, Нидерланды, Норвегия, Польша, Финляндия, Швеция и Эстония договорились проверять страховые документы подозрительных судов, идущих через пролив Ла-Манш, Датские проливы и Финский залив. Собранная информация, в том числе судов, которые откажутся отвечать на запросы, будет анализироваться совместно с международными партнерами.
Великобритания ввела санкции против 20 судов «теневого флота» России и компаний 2Rivers DMCC и 2Rivers PTE LTD.
Республика Корея ввела санкции против 11 человек и 15 организаций, причастных к военному сотрудничеству России и Северной Кореи, финансированию северокорейских ядерной и ракетной программ, а также к незаконной закупке КНДР подсанкционных товаров.

### 18 декабря 2024 года
США расширили санкции на 1 человека и 2 компании, имеющие отношение к иранскому производству ракет и беспилотников.

### 19 декабря 2024 года
США ввели новые санкции против нескольких российских организаций за их участие в проекте газопровода «Северный поток-2». Среди них: АО «Дворянство», ООО «Коксохимтранс», Samara Heat and Energy Property Fund, ООО «Ардал», ООО «Фарватер», КВТ РУС, ООО «Мортранссервис», ФГБУ «Морская спасательная служба», суда «Академик Черский», «Иван Сидоренко», «Остап Шеремета», «Антей», «Гермес», Lamantin, Fiona, Artemis Offshore, «Бахтемир», «Балтийский исследователь», Finval, «Капитан Беклемишев», «Мурман», «Нарвал», «Сивуч», «Спасатель Карев», «Умка», компания Nord Stream 2 AG, российская технологическая компания ООО МТВ и её учредитель, гражданин Германии Маттиас Варниг, а также российская страховая компания «РНКБ Страхование».

### 23 декабря 2024 года
Швейцария присоединилась к 15 пакету санкций ЕС от 16 декабря 2024 года.

### 24 декабря 2024 года
Литва расширила с 1 января 2025 года национальный список контролируемых товаров двойного назначения центрифугами; машинами и аппаратами для фильтрации или очистки жидкостей или газов; различными компонентами транспортных средств, включая трансмиссионные валы, подшипники, сцепления, коробки передач, запчасти, а также дорожными тракторами и другими товарами.

### 31 декабря 2024 года
США ввели санкции против:
- дочерней структуры Корпуса стражей Исламской революции и организации, связанной с российским военным разведывательным агентством (ГРУ). По данным американского ведомства, компания Cognitive Design Production Center планировала операции влияния по меньшей мере с 2023 года, направленные на подстрекательство напряженности среди электората от имени CDPC[12]
- «Центра геополитических экспертиз», основанным ультранационалистическим российским идеологом Александром Дугиным, его директора Валерия Коровина и судьи Мещанского суда Москвы Олеся Менделеева[13].

Польша ввела санкции в отношении компании Rostumel Holding Limited.

### 1 января 2025 года
Украина прекратила транзит российского газа в Европу.

### 10 января 2025 года
США:
- ввели санкции против:
  - более 30 нефтетрейдеров, поставщиков нефтепромышленных услуг, страховых компаний, среди которых: «Сургутнефтегаз», «Газпром нефть», «Ингосстрах», «Альфастрахование», «Совкомфлот», 2 диспетчеров судов из ОАЕ, которые поддерживают «Совкомфлот» (Fornax Ship Management FZCO (Fornax) и Stream Ship Management FZCO (Stream))
    - также блокированию подлежат все организации, которыми прямо или опосредствовано владеют «Газпром нефть», «Сургутнефтегаз» или их дочерние компании на 50 % или больше, даже если они не определены OFAC

  - десятков физических лиц, среди которых: председатель правления «Газпром нефти» Александр Дюков, основной акционер «Лукойла» Вагит Алекперов, заместители министра энергетики России Роман Маршавин и Эдуард Шереметцев
  - 184 судна, большинство из которых — нефтяные танкеры
- запретили своим компаниям оказывать нефтесервисные услуги в России с 27 февраля.

Великобритания ввела санкции против «Сургутнефтегаза» и «Газпром нефти».
Япония:
- добавила 33 организации и 12 человек, в том числе гражданин Северной Кореи, в список целей замораживания активов в соответствии с законом об иностранной валюте и внешней торговле
- признала 53 организации из стран, включая Россию и Китай, субъектами запрета на экспорт и другие меры
- с 23 января запретила экспорт в Россию ещё 335 товаров, включая небольшие мотоциклы и компоненты для спецтехники, например, кранов.

Албания, Босния и Герцеговина, Грузия, Исландия, Лихтенштейн, Молдавия, Норвегия, Северная Македония, Украина и Черногория присоединились к санкциям ЕС от 16 декабря 2024 года против Северной Кореи. Албания, Босния и Герцеговина, Исландия, Лихтенштейн, Молдавия, Норвегия, Северная Македония, Украина и Черногория — против 54 человек и 14 организаций, ответственных за действия, подрывающие или угрожающие территориальной целостности, суверенитету и независимости Украины. Албания, Босния и Герцеговина, Исландия, Лихтенштейн, Норвегия, Северная Македония, Украина и Черногория — против 52 судов теневого флота России и 32 компаний.

### 13 января 2025 года
Украина ввела санкции против 140 российских субъектов.

### 15 января 2025 года
США:
- ввели санкции против более 250 физических и юридических лиц, в том числе базирующихся в Китае, ОАЭ и Турции и заподозренных в уклонении от санкций. В их числе: Запорожская АЭС, захваченная российскими войсками, и назначенный Москвой «гендиректор» этой станции Владислава Исаева, «УМК-Сталь», сеть магазинов военных товаров «Военторг», созданный Минобороны РФ в Подмосковье выставочный центр «Патриот», корпорация «Тактическое ракетное вооружение», «Барнаултрансмаш», «Аэроэлектромаш», Центральный научно-исследовательский институт специального машиностроения и НИИ физических измерений
- ввели новые санкции в отношении почти 100 более ранних фигурантов санкционных списков, которые осложнят любые усилия по снятию санкций в будущем. В их число входят важнейшие российские структуры, включая банки и крупнейшие энергетические компании. Данные ограничения введены в соответствии с указом, требующим перед отменой санкций уведомления Конгресса.

### 19 января 2025 года
Украина ввела санкции против 18 человек. Среди них: депутаты Верховной рады Юрий Бойко, Нестор Шуфрич, журналистка издания «Страна» Светлана Крюкова, экспредседатель Коммунистической партии Украины Петр Симоненко, бывшие члены ОПЗЖ и Партии регионов Олег Волошин, Евгений Мураев, Леонид Литвинов и Леонид Байсаров, российско-украинский бизнесмен Константин Григоришин, российский шахматист Сергей Карякин.

### 23 января 2025 года
Панама попросила снять с 46 судов из своего реестра национальные флаги. Данные корабли находятся под санкциями Великобритании, 14 из них — под санкциями США.
Барбадос исключил из своего реестра 68 судов, которые попали под санкции США.

### 27 января 2025 года
Европейский союз продлил экономические санкции в отношении РФ на 6 месяцев, до 31 июля 2025 года.

### 5 февраля 2025 года
Украина ввела санкции против:
- 56 граждан РФ и 1 гражданина Ирана, которые являются капитанами судов российского теневого флота, а также задействованы в экспорте российской нефти в обход ценового потолка путем осуществления перевалок нефти в море и применения других противоправных мер
- 55 лиц, ответственных за уничтожение украинской культурной идентичности путем проведения незаконных археологических раскопок на территории временно оккупированного Крыма и вывоза культурных ценностей с территории Украины.

Дания начала досматривать танкеры, которые могут представлять опасность для экологии, мореплавания и моряков в ответ на «активность старых судов, перевозящих нефть».

### 11 февраля 2025 года
США, Австралия и Великобритания ввели санкции против компании Zservers, российского поставщика услуг хостинга Bulletproof (BPH). Санкциям также подверглись 2 российских граждан, работающих в качестве операторов Zservers.

### 12 февраля 2025 года
Швейцария полностью присоединилась к 15-му пакету санкций ЕС.
Украина ввела санкции против Петра Порошенко, Виктора Медведчука, Геннадия Боголюбова, Игоря Коломойского и Константина Жеваго.

### 14 февраля 2025 года
Великобритания ввела санкции против:
- заместителя министра обороны РФ Павла Фрадкова, предпринимателя Артема Чайки и директора Федеральной службы по техническому и экспортному контролю (ФСТЭК) Владимира Селина
- 2 структур «Росатома» — завода «Киров-Энергомаш» в Санкт-Петербурге и московской компании «Росатом Аддитивные технологии».

### 18 февраля 2025 года
ЕС продлил до 28 февраля 2026 года санкции, введённые за признание, оккупацию или аннексию Российской Федерацией определённых неподконтрольных правительству территорий Украины.

### 19 февраля 2025 года
Литва остановила транзит белорусского рапсового масла, произведенного из зерна с оккупированных Россией территорий Украины.